# 团扇荠
团扇荠（学名：Berteroa incana），为十字花科团扇荠属下的一个种。

## 扩展阅读
維基物種上的相關：团扇荠